# 释静波
释静波（1963年—），男，汉族，黑龙江肇源人，中华人民共和国佛教僧人，中国佛教协会副会长，第十二届全国人民代表大会黑龙江地区代表。

## 生平
毕业于中国佛学院佛学专业。2013年，被选为全国人大代表。